# Turmhügel Schlossberg (Wurmannsquick)
Der Turmhügel Schlossberg ist eine abgegangene Turmhügelburg (Motte) etwa 880 m nordöstlich der Pfarrkirche Mariä Himmelfahrt von Rogglfing, einem Gemeindeteil der niederbayerischen Gemeinde Wurmannsquick im Landkreis Rottal-Inn. Die Anlage wird als Bodendenkmal unter der Aktennummer D-2-7643-0002 mit der Beschreibung „Turmhügel des hohen oder späten Mittelalters (‚Schloßberg‘)“ geführt.

## Geschichte
Die Burg war der Sitz des Ministerialengeschlechts der Rogglfinger. Sie waren Dienstleute der Grafen von Ortenburg. 1190 wird ein Hartwicus de Rocholvingen genannt.  1533 ist die Hofmark Rogglfing im Besitz des Hanns Christoff von Closen zu Gern.

## Beschreibung
Der Turmhügel Schlossberg befindet sich auf halber Höhe des „Schloßberges“; er liegt 20 m über dem 110 m östlich vorbeifließenden Rogglfinger Bach und 500 m westlich des wasserführenden Rottengruber Grabens, die beide in den Grasenseer Bach, einem rechten Nebenfluss der Rott, einmünden. Nach Osten zu ist er durch einen breiten, hufeisenförmigen und beiderseits im westlichen Hang verlaufenden Graben geschützt. Das dadurch abgetrennte rundliche Plateau hat einen Durchmesser von 18 bis 20 m. Dieses fällt von Ost nach West um 1 m ab. Der Kegel ist gegenüber dem östlich ansteigenden Hinterland um gut 1 m erhöht. Vom Plateaurand fällt die Böschung bis zur Sohle des Abschnittsgrabens um etwa 3 m ab und steigt zum äußeren Grabenrand wieder um 2 m an. Wälle sind nicht vorhanden.